# Едгар Адамс
Едгар Адамс (енгл. Edgar Holmes Adams; 7. април 1868 — Бејвил, 5. мај 1940) је некадашњи амерички пливач, учесник Летњих олимпијских игара 1904. у Сент Луису. 
Такмичио се у пет дисциплина. Највећи успех постигао је у дисциплини која је први и последњи пут била на програму олимпијских игара роњење на даљину, где је резултатом од 17,52 метра освојио сребрну медаљу.
У осталим дисциплинама није успео да се пласира у финале. На 220 јарди слободно био је четврти, 880 јарди слободно такође четврти, а трку у дисциплини на миљу није завршио. Са штафетом 4 х 50 јарди у саставу: Едгар Адамс, Дејвид Братон, George van Cleaf, и Дејвид Хесер заузео је четврто место.
Адамс је био новинар, бизнис менаџер, издавач, уредник часописа „Нумизматичар“, колекционар, нумизматички истраживач и фотограф.